# Casa al carrer Sant Ignasi, 3 (Olot)
La Casa al carrer Sant Ignasi, 3 és una obra d'Olot (Garrotxa) inclosa a l'Inventari del Patrimoni Arquitectònic de Catalunya.

## Descripció
És una casa situada en el xamfrà entre el Carrer Sant Ignasi i la Plaça Major. Originàriament era una sola casa però posteriorment es va dividir. Disposa de baixos, molt modificats per acollir-hi diferents locals comercials i tres pisos superiors. Les obertures tenen baranes de fosa i es troben repartides simètricament. La façana va ser estucada imitant carreus de pedra. Les portes i finestres també foren emmarcades per franges d'estuc, decorat amb fullatges i acabats amb escuts llisos.

## Història
Durant el segle xvi la ciutat d'Olot viu uns moments de gran prosperitats econòmiques, molts immigrants de remença arriben a la vila i el creixement urbà es fa necessari. S'edifiquen el Carrer Major, part del carrer de Sant Rafael, el carrer dels Sastres, la Plaça Major i la majoria dels seus carrers adjacents.
Durant els segles XVIII-XIX i XX es fan reformes en els carrers esmentats penetrant l'estil neoclàssic, l'eclecticisme i per damunt de tot el Modernisme i el Noucentisme.